# Mcvaughia
Mcvaughia  (лат.) — монотипный либо олиготипный род двудольных растений семейства Мальпигиевые (Malpighiaceae). Выделен американским ботаником Уильямом Расселлом Андерсоном в 1979 году.
Род назван в честь известного американского ботаника Роджерса Макво (1909—2009).

## Классификация
Обычно в составе Mcvaughia выделяли всего один вид — Mcvaughia bahiana, однако уже 23 июля 2015 года было опубликовано описание и второго вида, очень редкого растения Mcvaughia sergipana.
Таким образом, в настоящее время в составе рода выделяются два представителя:
- Mcvaughia bahiana W.R. Anderson, 1979 typus[1]
- Mcvaughia sergipana Almeida & Amorim, 2015

## Распространение и среда обитания
Оба вида являются эндемиками северо-востока Бразилии.
Предпочитают песчаные участки в низменностях и на прибрежных равнинах.

## Общая характеристика
Кустарники.
Листья черешковые, железистые.
Цветки с ярко-жёлтыми голыми лепестками и симметричным венчиком, собраны в терминальное и, как правило, неразветвлённое соцветие-кисть по 1—7 цветков.
Плод — сухой нераскрывающийся орешек, морщинистый, асимметричный, с единственным семенем и зелёной маслянистой мякотью.
Число хромосом: n=10.
Ближайшими родственниками Mcvaugia являются представители рода Burdachia, однако оба рода довольно сильно отличаются друг от друга как морфологически, так и по среде обитания.